# Velyka Syvulja
Velyka Syvulja (ukrajinsky Велика Сивуля, 1836 m n. m.) je hora v pohoří gorgany v Ivanofrankivské oblasti na jihozápadní Ukrajině. Nachází se v hřebeni Syvulja mezi vrcholy Lopušna (1722 m n. m.) na severozápadě a Mala Syvulja (1815 m n. m.) na jihovýchodě. Hora leží asi 35 km severozápadně od Jasini. Vrchol je pokryt sutí, balvany a kosodřevinou. Velyka Syvulja je nejvyšší horou Horhanů.
Výstup na vrchol je možný například od stanice úzkokolejky Usť Turbat.